# 普承堯

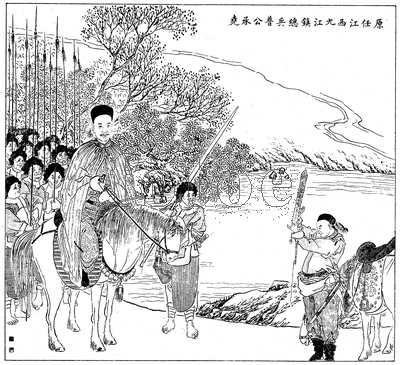
吴友如作《原任江西九江镇总兵普公承尧》

普承尧（生卒年不详），字钦堂，彝族，云南新平县细牙甸（今新平彝族傣族自治县平甸乡梭克村公所）人。晚清军事将领。
道光年间，其父普让曾任江西文英营都司，升湖北营游击。普承尧与弟承忠、承青随父习武。道光二十四年（1844年），普承尧中式甲辰科武举，次年登乙巳恩科三甲武进士，道光末补湖南宝庆协中军都司。不久，太平军占领湖北、江西、安徽大部，普承尧奉命镇压，战功卓著。後受曾國藩統轄，成為湘軍重要將領。入川围剿石达开部，封扎萨克阁巴图鲁。官至江西九江镇总兵，图形紫光阁。